# 굿피플
굿피플(GOODPEOPLE)은 UN경제사회이사회로부터 특별지위를 승인받은 국제구호개발 NGO이다.“가난, 재난, 질병으로부터 구제하고 자립할 수 있도록 지원하여 모두가 고통 받지 않는 행복한 세상을 만들기 위해 존재한다”는 미션으로, 소외지역개발, 빈곤퇴치, 아동보호, 질병예방과 치료 및 긴급구호 등 다양한 사업을 진행하고 있다.
대한민국의 1999년에 설립된 국제구호개발 NGO이다.
- 본부 소재지는 대한민국 서울특별시 양천구 오목로 210 (신정동, 굿피플빌딩) 4층에 위치하고 있다.
- 부산지역본부 소재지는 부산광역시 중구 해관로 71-3, 203호 (중앙동4가)에 위치하고 있다.
- 대구경북지역본부 소재지는 경상북도 구미시 금오대로 417, 202호 (오태동)에 위치하고 있다.
- 광주전남지역본부 소재지는 광주광역시 서구 군분2로 16, 205호 (화정동)에 위치하고 있다.

## 굿피플의 비전
- 국제구호개발 NGO 굿피플은 지속가능개발목표(SDGs) 중 빈곤과 기아 종식, 건강한 삶과 양질의 교육 보장에 가장 앞장서는 NGO가 된다.

- 1999년 2월, 국경과 인종을 초월하여 가난, 질병, 재난 등 극심한 위험에 노출되어 있는 지구촌 소외 이웃의 현실을 알리고 체계적이고 전문적인 도움의 손길을 전하기 위해 설립되었다. 세계 각국의 소외된 지역을 중심으로 아동보호, 교육, 식수위생, 질병 예방 및 치료, 지역개발, 긴급구호 등 다양한 사업을 전개하고 있다.

## 굿피플의 미션
- "굿피플은 가난, 재난, 질병으로부터 구제하고 자립할 수 있도록 지원하여 모두가 고통받지 않는 행복한 세상을 만들기 위해 존재한다."

## 굿피플의 가치
- Global - 굿피플은 전 세계 도움이 필요한 모든 사람들과 함께 한다.

- Passion - 굿피플은 사랑을 실천하기 위해 열정적으로 행동한다.

- Integrity - 굿피플은 진실되게 말하고, 정직하게 실천한다.

## 굿피플의 역사
- 1999년 2월 - 선한사람들 창립

- 1999년 6월 - 비영리 사단법인 설립허가(외교통상부 2제 348호), 선한사람들로 개명등록
- 1999년 7월 - 비영리법인 사업자등록증 취득

## 굿피플의 나눔대사
- 스타 나눔대사 - 최수종, 김수미, 권혁수, 박수홍, 남보라, 심혜진, 정준, 김호진, 이한위, 조연우
- 문화 나눔대사 - 송정미, 이상봉, 강찬, 이응광, 인치엘로, 라오니엘
- 명예 나눔대사 - 하만택, 황현주, 박지훈, 다니엘 전, 권순일, 이경복

## 주요 사업
- 해외 보건의료사업 - 보건의료 서비스 접근성 향상, 보건의료인력 역량 강화, 질병예방 및 관리 강화
- 해외 교육지원사업 - 교육 접근성 향상, 학습 동기 부여, 양질의 교육 보장
- 해외 식수위생사업 - 식수위생시설 접근성 향상, 지속가능한 식수위생 보장
- 해외 소득증대사업 - 지역주민 역량 강화, 경제적 자립 능력 강화, 지역 네트워크 활성화
- 해외 글로벌주일학교 - 아동 보호, 차세대 리더 양성
- 국내 위기가정지원사업 - 긴급생계비 지원, 교육비 지원, 주거 환경개선비 지원
- 국내 아동지원사업 - 보호종료아동 자립 지원, 교육 격차 해소 지원
- 국내 의료지원사업 - 희귀질환 아동 의료 지원, 보행장애 아동 특수신발 지원, 암환우 문화예술 동아리활동 지원
- 사랑의 희망박스 - 소외되고 어려운 취약계층 약 19만 5천명에게 희망박스 (생필품 박스) 전달
- 사랑의 의료봉사 - 주1~2회씩 이동진료차량으로 의료사각지대에 거주하는 가난하고 소외된 이웃에게 직접 찾아가 의료혜택 제공